# Championnats de France d'athlétisme 1931
Navigation
Championnats 1930 Championnats 1932
Les Championnats de France d'athlétisme 1931 ont eu lieu du 18 au 19 juillet 1931 au Stade olympique Yves-du-Manoir de Colombes. Les épreuves féminines se sont déroulées à Douai.

## Palmarès
| Discipline        | Hommes           | Hommes        | Femmes                | Femmes       |
| ----------------- | ---------------- | ------------- | --------------------- | ------------ |
| 80 m              | -                | -             | Lucienne Velu         | 11 s 0       |
| 100 m             | Gilbert Auvergne | 11 s 0        | -                     | -            |
| 200 m             | Gilbert Auvergne | 22 s 6        | Simone Consolin       | 29 s 2       |
| 400 m             | Marcel Reliat    | 50 s 4        | -                     | -            |
| 800 m             | Jean Keller      | 1 min 56 s 2  | -                     | -            |
| 1 000 m           | -                | -             | Marguerite Battu      | 3 min 17 s 6 |
| 1 500 m           | Jules Ladoumègue | 3 min 58 6    | -                     | -            |
| 5 000 m           | Roger Rochard    | 15 min 27 s 4 | -                     | -            |
| 10 000 m          | Marius Jatteaux  | 32 min 21 s 3 | -                     | -            |
| 80 m haies        | -                | -             | Jacqueline Combernoux | 13 s 4       |
| 110 m haies       | Gabriel Sempé    | 15 s 6        | -                     | -            |
| 400 m haies       | Roger Viel       | 56 s 6        | -                     | -            |
| 3 000 m steeple   | Maurice Cuignet  | 9 min 44 s 6  | -                     | -            |
| Saut en longueur  | Robert Paul      | 6,98 m        | Germaine Brisou       | 5,05 m       |
| Saut en hauteur   | Louis Philippon  | 1,88 m        | Alice Leissner        | 1,45 m       |
| Saut à la perche  | Pierre Ramadier  | 3,80 m        | -                     | -            |
| Lancer du poids   | Edouard Duhour   | 14,85 m       | Lucienne Velu         | 10,68 m      |
| Lancer du disque  | Paul Winter      | 48,61 m       | Simone Warnier        | 29,91 m      |
| Lancer du marteau | Robert Saint-Pé  | 44,13 m       | -                     | -            |
| Lancer du javelot | Emmanuel Degland | 57,42 m       | Simone Warnier        | 32,00 m      |
| Décathlon         | Roger Viel       | 6 415,025 pts | -                     | -            |